# Keith Holyoake
Sir Keith Jacka Holyoake (Pahiatua, 11 febbraio 1904 – Wellington, 8 dicembre 1983) è stato un politico neozelandese, due volte primo ministro (dal 12 dicembre 1960 al 7 febbraio 1972 e dal 20 settembre al 12 dicembre 1957) e successivamente Governatore generale della Nuova Zelanda dal 26 ottobre 1977 al 25 ottobre 1980.
Massone, nel 1979 fu Gran maestro della Gran Loggia della Nuova Zelanda.